# Dranse de Entremont
A Dranse de Entremont  é um pequeno curso de água de origem glaciar que nasce perto do colo do Grande São Bernardo e corre pelo vale de Entremont.
Perto da cidade de Orsières recebe as águas da Dranse de Ferret e em Sembrancher as da  Dranse de Bagnes para formarem a Dranse, um dos afluentes do rio Ródano, perto de Martigny.